# Snafu Lakes
Die Snafu Lakes sind eine Seengruppe 25 km südsüdöstlich von Jakes Corner im kanadischen Territorium Yukon. Die Seengruppe besteht aus zwei Hauptseen sowie mehrerer kleinerer Gewässer am Unterlauf des Snafu Creek. Die Seengruppe liegt in den Stammesgebieten der Carcross/Tagish First Nation und Taku River Tlingit First Nation. „Snafu“ ist ein aus dem Zweiten Weltkrieg stammendes militärisches Akronym für „Situation Normal – All ‘Fouled’ Up“ (auf Deutsch in etwa: „Situation normal – alles ‚vermasselt‘“). 

## Lage
Die Seen sind von Jakes Corner aus über die Atlin Road erreichbar. Eine kurze Stichstraße zweigt von der Atlin Road ab und führt zum staatlichen Campingplatz „Snafu Lake Campground“, der sich am Ufer des Lower Snafu Lake befindet und über eine Bootsrampe verfügt. Im Süden befindet sich der Upper Snafu Lake (3,43 km²). Unterhalb diesem durchfließt der Snafu Creek einen 72 ha großen See und erreicht anschließend den Lower Snafu Lake (2,84 km²). Dieser ist stark gegliedert und besteht eigentlich aus mindestens zwei separaten Seebecken.

## Seefauna
Der Amerikanische Seesaibling kommt nur in geringer Zahl im unteren See der Snafu Lakes vor. Ursachen hierfür sind die Bathymetrie des Sees sowie der geringe Sauerstoffgehalt im Wasser. Der Fang der Fischart war 2021 offenbar verboten. Die Population der Heringsmaräne gilt als stabil. Weitere Angelfische in den Snafu Lakes sind Hecht und Arktische Äsche. Analysen der Mageninhalte gefangener Hechte lieferten als weitere Fischarten: Quappe, Cottus cognatus (slimy sculpin) und Coregonus sardinella (least cisco).